# Governatore generale dell'Unione Sudafricana

Bandiera del governatore generale dell'Unione sudafricana, 1931.

Il governatore generale dell'Unione sudafricana rappresentò la Corona del Regno Unito in Sudafrica dal 31 maggio 1910 al 31 maggio 1961. In quel periodo l'Unione sudafricana era un dominion facente parte dell'Impero britannico nel quale la regina Elisabetta II aveva anche il titolo di regina del Sudafrica, sebbene da sovrana non avesse mai visitato il paese. Nel 1961 il Paese ha raggiunto l'indipendenza ed è divenuta una Repubblica.

## Origini
L'Unione sudafricana fu fondata dall'unione delle colonie britanniche del Transvaal, Natal, del Capo e dell'Orange.
Alcuni dei primi governatori erano membri della famiglia reale britannica come il principe Arturo di Connaught fra il 1920 e 1923 e il conte di Athlone che assunse la carica tra il 1923 e il 1930, prima di diventare governatore generale del Canada. In seguito, come accadde in altri dominion, questa situazione sarebbe cambiata, con la carica assunta da cittadini sudafricani, naturalmente di razza bianca.

## Poteri del governatore
Le funzioni del governatore generale dell'Unione erano disciplinate dal South African Act del 1909, in pratica la Costituzione del Sudafrica; in realtà essa era una legge approvata da entrambi i rami del Parlamento britannico, senza alcuna modifica al testo così come era stato inoltrato a tale assemblea dalla Convenzione sudafricana tenutasi negli anni 1908-1909. Tale legge fu firmata dal re Edoardo VII il 20 settembre 1909 e un editto reale del 2 dicembre dello stesso anno dichiarò che la data della fondazione dell'Unione sudafricana sarebbe stata il 31 maggio 1910.
I compiti del governatore sono esposti nella terza parte del testo, dagli articoli 8 a 17.
•	Art. 8 - Potere esecutivo
Il potere esecutivo dell'Unione spetta al sovrano ed esso sarà amministrato da Sua Maestà in persona o da un governatore generale come suo rappresentante.
•	Art. 9 - Governatore generale
Il governatore generale sarà nominato dal sovrano e avrà ed eserciterà nell'Unione, secondo la volontà del sovrano e secondo le norme della presente legge, i poteri e le funzioni che il sovrano, sua maestà vorrà conferirgli.
•	Art. 10 - Stipendio del governatore generale
Sarà pagato dal sovrano, attingendo dal Fondo consolidato delle entrate dell'Unione, al governatore generale uno stipendio pari a 10.000 Sterline. Tale somma non cambierà nel corso della durata della carica.
•	Art. 11 - Applicazione della presente legge al governatore generale
Gli articoli della presente legge riguardanti il governatore generale si estendono e si applicano a tale persona per tutto il tempo in cui, una volta nominato dal Sovrano, egli rimarrà in carica ad amministrare il governo dell'Unione. Il sovrano può autorizzare il governatore generale a nominare una o più persone come suo vice durante la sua assenza temporanea, le quali saranno autorizzate ad esercitare, in tale qualità, per conto del governatore durante la sua assenza, tutti i poteri e l'autorità assegnati al governatore, assegnati a lui dallo stesso governatore, poteri sottoposti ai limiti derivanti da espresse direttive del sovrano; ma la nomina di un vice non intaccherà in alcun modo l'esercizio delle sue funzioni e dei poteri del governatore Generale.
•	Art. 12 - Consiglio esecutivo
Un Consiglio esecutivo coadiuverà il governatore generale nel governo dell'Unione e i membri di tale Consiglio saranno scelti e convocati dal governatore generale ed essi giureranno da consiglieri esecutivi; la durata della loro carica dipenderà dalla volontà del governatore Generale.
•	Art. 13 - Significato della locuzione ‘governatore generale in Consiglio’
Gli articoli della presente legge che si riferiscono al governatore generale in Consiglio si riferiscono al governatore Generale che agisce attraverso le raccomandazioni e le direttive del Consiglio esecutivo.
•	Art. 14 - Nomina dei ministri
Il governatore generale può nominare dei ministri per un numero massimo di dieci per amministrare i dipartimenti di Stato (cioè i ministeri n.d.t.) dell'Unione così come stabilirà il governatore generale in Consiglio; la durata della carica di tali ministri dipenderà dalla volontà del governatore Generale. Essi saranno membri del Consiglio esecutivo e avranno la carica di ministri di Stato del sovrano per l'Unione. Dopo le prime elezioni generali dei deputati della House of Assembly, come più avanti disposto, nessun ministro sarà in carica per un periodo più lungo di tre mesi a meno che egli non diventi membro di uno dei due rami del Parlamento.
•	Art. 15 - Nomina e revoca dei ministri
La nomina e la revoca di tutti i funzionari della amministrazione pubblica dell'Unione sarà assegnata al governatore generale in Consiglio a meno che il potere di nomina non venga delegato dal governatore generale in Consiglio tramite un suo decreto o tramite legge del Parlamento, ad altre autorità.
•	Art. 16 - Trasferimenti di poteri esecutivi al governatore generale in Consiglio
Tutti i poteri, le autorità e le funzioni che, all'atto della fondazione dell'Unione, erano, nelle colonie [che, unendosi, hanno formato l'Unione n.d.t.], esercitati dai governatori o dai governatori in Consiglio o da qualsiasi altra autorità nelle Colonie, saranno, fin quando le colonie continueranno ad esistere e tali poteri continueranno a poter essere esercitati dopo la fondazione dell'Unione, conferiti al governatore Generale o al governatore Generale in Consiglio, o da un'autorità che eserciterà poteri simili per l'Unione, tranne nel caso che di tali poteri e funzioni non siano, dalla presente legge o da altre leggi del Parlamento investite altre autorità.
•	Art.17 - Comando delle forze navali e militari
Il comando in capo delle forze navali e militari dell'Unione è conferito al sovrano o al governatore generale come suo rappresentante.

## Dall'Unione alla Repubblica
Nel 1948 i legami con la Gran Bretagna cominciarono ad allentarsi. In quello stesso anno, infatti andò al potere il National Party, dominato dagli afrikaner, capeggiato da Daniel François Malan, che era un partito apertamente repubblicano e che considerava i vincoli che il Sudafrica aveva con la corona come un anacronismo e un residuo dell'imperialismo britannico. Con la conquista del potere da parte del National Party la carica di governatore generale venne assunta da ex ministri ormai a fine carriera che, di proposito, durante la cerimonia di investitura, non indossarono più l'uniforme "coloniale" dei Windsor, consistente di una giubba militare di colore blu e di un cappello piumato. In più, nel 1957 l'inno britannico God Save the Queen cessò di avere lo stesso status di Die Stem van Suid Africa come inno nazionale e allo stesso modo la Union Jack non ebbe più lo status di bandiera nazionale a fianco di quella sudafricana.
Comunque fu nel 1960 che il premier Hendrik Frensch Verwoerd indisse un referendum sulla questione dei legami con la Gran Bretagna e sostenendo apertamente, lui e la sua maggioranza, il passaggio del paese da Dominion a Repubblica. Nonostante le proteste riguardanti l'abbassamento dell'età per votare a 18 anni e dell'inclusione fra i votanti dei cittadini bianchi dell'Africa del Sud-Ovest, il 5 ottobre 1960 fu chiesto ai sudafricani bianchi di rispondere a questa domanda: «Siete favorevoli al mantenimento dell'Unione o dell'instaurazione della Repubblica?». Il 52% fu favorevole al cambiamento. Solo nella Provincia del Natal, prevalentemente anglofona, il no superò il sì.
Charles Robberts Swart, l'ultimo governatore generale, divenne amministratore del Governo nell'aprile 1961, una carica transitoria durante il passaggio da Dominion a Repubblica, prima di giurare come primo presidente statale del Sudafrica il 31 maggio dello stesso anno.